# Antonio García de Diego
Antonio García de Diego (Los Cerralbos, Toledo, 31 de agosto de 1949) es un músico, guitarrista, pianista, armonicista, compositor y productor discográfico español.

## Biografía
Nació el 31 de agosto de 1949 en Los Cerralbos, localidad cercana a Talavera de la Reina (Toledo). 
A lo largo de los años 70, formó parte de bandas como Franklin y Los Canarios, participó con los compañeros de ese grupo en la obra Jesucristo Superstar y tocó la guitarra eléctrica para grabaciones del grupo Triana. 
Su carrera profesional más reconocida públicamente ha transcurrido componiendo y acompañando a cantantes en discos y giras como Joaquín Sabina, Miguel Ríos, Pancho Varona, Víctor Manuel y Ana Belén o Estopa. También ha participado en la gira "Karaoke y top colcha" donde tocaba la guitarra eléctrica, teclados y armónica, junto a Pedro Barceló, José Antonio Romero y Jaime Asúa.
En 2007 participó en la gira de Joaquín Sabina y Joan Manuel Serrat Dos pájaros de un tiro, en la que se encargaba de tocar la guitarra, teclados y la armónica.
Ha sido productor de artistas como Joaquín Sabina, Luis Ramiro y Antonio Martínez Ares.
En 2019, junto a Pancho Varona y Mara Barros, inicia las llamadas "Noches Sabineras", una pequeña gira en la que rinden homenaje a Sabina cantando canciones que han compuesto con él.

## Canciones que ha compuesto[1][2]

### Para Joaquín Sabina
- A la orilla de la chimenea (con Sabina, Pancho Varona, José Nodar y Jaime Asúa)
- Amo el amor de los marineros (con Pablo Neruda y Sabina).
- Arenas movedizas (con Sabina y Pancho Varona)
- Aún me sé nuestra canción / El blues de la soledad (con Sabina).
- Aves de paso (con Sabina y Pancho Varona)
- Ay, Rocío (con Sabina, Pancho Varona y José Antonio Romero)
- Besos con sal (con Sabina)
- Como dos viejos calcetines (con Sabina)
- Con la frente marchita (con Sabina y Pancho Varona)
- Con un par (con Sergio Castillo (músico), Sabina y Pancho Varona)
- Contigo (con Sabina y Pancho Varona)
- Contrabando / Corazón de contrabando (con Sabina y Pancho Varona)
- Corre, dijo la tortuga (con Sabina)
- Cuando me hablan del destino (con Sabina y Pancho Varona)
- Donde habita el olvido (con Sabina y Pancho Varona)
- Dos horas después (con José Manuel Caballero Bonald, Sabina y Pancho Varona)
- El blues de lo que pasa en mi escalera (con Sabina y Pancho Varona)
- El Bronx de Fuencarral (con Sabina y Pancho Varona)
- El rocanrol de los idiotas (con Sabina y Pancho Varona)
- Es mentira (con Sabina y Pancho Varona)
- Esta noche contigo (con Sabina Benjamín Prado y Pancho Varona)
- Flores en su entierro / Flores en la tumba de un vasquito (con Sabina y Pancho Varona)
- Incluso en estos tiempos (con Sabina y Gloria Varona)
- Canción de cuna de la noche y los tejados (con Sabina y Pancho Varona)
- La canción de las noches perdidas (con Sabina y Pancho Varona)
- La canción más hermosa del mundo (con Sabina, Pancho Varona y Sergio Véliz)
- La casa por la ventana (con Sabina y Pancho Varona)
- La del pirata cojo (con Sabina y Pancho Varona)
- Los cuentos que yo cuento (con Sabina y Pancho Varona)
- Me pido primer (con Sabina y Pancho Varona)
- Mujeres fatal (con Sabina, Pancho Varona y Javier Vargas)
- Nube negra (con Luís García Montero, Sabina y Pancho Varona)
- Números rojos (con Benjamín Prado, Sabina y Pancho Varona)
- Pájaros de Portugal (con Sabina y Pancho Varona)
- Pastillas para no soñar (con Sabina y Pancho Varona)
- Peor para el Sol (con Sabina, José Nodar y Pancho Varona)
- Pobre Cristina (con Sabina y Pancho Varona)
- Ponme un trago más (con Sabina)
- Resumiendo (con Sabina y Pancho Varona)
- Rubia de la cuarta fila (con Sabina)
- Señas de identidad (con Sabina y Pancho Varona)
- Siete crisantemos (con Sabina)
- Todos menos tú (con Sabina, Jaime Asúa, Pancho Varona y José Nodar)
- Un día si, cuarenta no / Retrato de familia con perrito (con Sabina y Pancho Varona)
- Una de romanos (con Pancho Varona, Sabina, Javier Mora y Esteban Cabezas)
- Vamonos pa'l sur (con Sabina y Pancho Varona)
- Y además (con Sabina y Pancho Varona)
- Y sin embargo (con Sabina y Pancho Varona)
- Ya eyaculé (con Nicolás Guillén, Sabina y Pancho Varona)
- Yo me bajo en Atocha (con Sabina y Pancho Varona)
- Yo quiero ser una chica Almodóvar (con Sabina y Luis Eduardo Aute)

### Para Ana Belén
- Como la vida misma (G. Varona, P. Varona, J. Nodar, A. G. de Diego)
- Como una novia (G. Varona / P. Varona / A. Garcia de Diego / J. Nodar)
- El fantasma del estudio 1 (M. Tena / P. Varona / A. Garcia de Diego).
- Debajito de un árbol (G. Varona / P. Varona / A. Garcia de Diego)
- Los restos del naufragio (G. Varona / P. Varona / A. Garcia de Diego)
- Pobrecita de mí (J. Sabina / P. Varona / A. García de Diego)
- Sálvese quien pueda (J. Sabina / A. García de Diego)
- Yo sólo soy la que soy (Víctor Manuel / A. García de Diego)

### Para Pancho Varona
- Tu bufón (G.Varona-P.Varona-A.G.de Diego)
- Toda la mitad (P.Varona-P.Bastante-G.de Diego)
- Corazón de contrabando (J.Sabina-P.Varona-A.G.de Diego)
- El Bronx de Fuencarral (J.Sabina-P.Varona-A.G.de Diego)
- Camino de vuelta (G.Varona-P.Varona-A.G.de Diego)

### Para Víctor Manuel
- Al cabo del tiempo (Con Víctor Manuel)
- Algunos pasan de todo (Con Víctor Manuel)
- Mujer de humo (Con Víctor Manuel)
- Pájaros negros (Con Víctor Manuel)

Musicó además el poema Siete corazones para su disco Lorquiana; poemas de Federico García Lorca. En 1998.
Además Antonio García de Diego colabora en la producción de varios de los discos de Estopa junto con Pancho Varona y José Antonio Romero